# Éric II de Schleswig
Pour les articles homonymes, voir Éric II.
Éric II est duc de Schleswig de 1312 à sa mort, le 12 mars 1325.

## Biographie
Éric II est le fils du duc Valdemar IV de Schleswig et de son épouse Élisabeth de Saxe-Lauenbourg (morte en 1306). À la mort de son père, il demande et reçoit immédiatement l’investiture pour le duché de Schleswig, le 30 juin 1312. 
Dès l’année suivante, une nouvelle contestation surgit à cause du Langeland, principauté sur laquelle le duc Éric II estime avoir des droits à la succession de son oncle paternel, le prince Éric Langbein (1272-1310), mort sans héritier. Un double traité est conclu le 9 août 1313 à Horsens pour régler ce différend et les devoirs féodaux du duché de Schleswig, fief du royaume de Danemark, notamment les modalités du service armé et les relations avec l’Église. Cet accord est si peu efficace qu'il ne faut pas moins de quatre traités ou conventions supplémentaires dans les cinq années qui suivent (en 1314, 1315, 1317 et 1318) pour définir les droits féodaux contestés.  
La mort du faible roi Éric VI, le 13 novembre 1319, donne le signal des séditions violentes d’une partie des grands du pays, qui refusent de reconnaître comme héritier son frère Christophe II, relayés par les interventions de Gérard III de Holstein. Éric II, descendant en line directe d’Abel, le troisième fils du roi Valdemar II, n’hésite pas à se porter candidat au trône contre Christophe II, qui descend de son cadet Christophe Ier et dont l’attitude équivoque avait par ailleurs déjà soulevé la méfiance du défunt roi.
Christophe II réussit à s’imposer finalement grâce à l’appui de Gérard III de Holstein et de son demi-frère Jean III de Holstein qui était peut être autant mû par des considérations familiales que par le désir d’éviter comme son cousin un accroissement de la puissance royale danoise par l’incorporation au domaine royal du Jutland-du-Sud. Éric II est contraint d’accepter cette situation lorsqu’il meurt, le 12 mars 1325.

## Mariage et descendance
Éric II se marie en 1313 avec Adélaïde de Holstein-Rendsbourg (morte vers 1349/1350), fille du comte Henri Ier de Holstein-Rendsburg. Ils ont deux enfants :
- Valdemar V (1314-1364), duc de Schleswig puis roi de Danemark sous le nom de Valdemar III ;
- Hedwige (morte en 1374), épouse en 1340 le roi Valdemar IV de Danemark.